# مگس‌گیر آبی چینی
مگس‌گیر آبی چینی (نام علمی: Cyornis glaucicomans) نام یک گونه از سرده مگس‌گیرهای آبی است.